# IAI Westwind
IAI Westwind (hebr. וסטווינד) – izraelski dwusilnikowy samolot dyspozycyjny produkowany przez Israel Aerospace Industries (IAI) w latach 1965–1987 w wersjach cywilnych oraz wojskowej. Pierwsza wersja Westwinda opierała się na konstrukcji Jet Commandera firmy Rockwell-Standard Corp., która po połączeniu się w 1967 roku z North American Aviation, w myśl amerykańskich przepisów antymonopolowych, musiała sprzedać prawa do produkcji samolotu. W 1968 roku prawa te nabyła izraelska IAI. Początkowo produkcja odbywała się jeszcze pod nazwą Jet Commander, później wersje cywilne już pod nazwą Westwind, a wojskowe pod angielską nazwą Sea Scan, a hebrajską Szachaf (hebr. שחף, pol. mewa) .
Poza Izraelem samolot był użytkowany w państwach Ameryki Północnej i Południowej, a także przez RFN, Ugandę i Australię.
W latach 1965–1987 wyprodukowano 292 samoloty we wszystkich wersjach. Konstrukcja została zastąpiona przez nowy samolot IAI Astra znany później pod nazwą Gulfstream G100.

## Historia

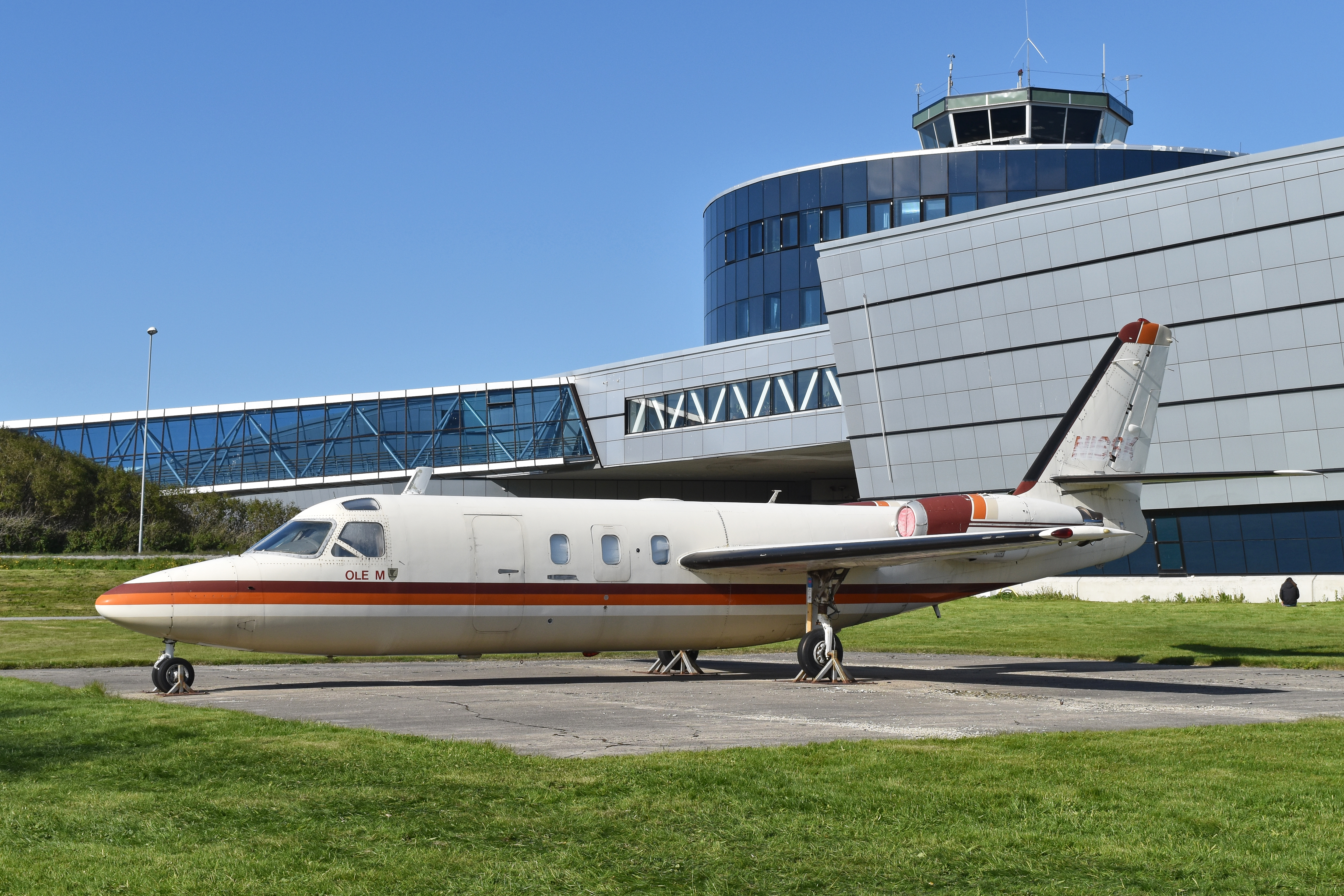
AC 1121 Jet Commander

Amerykańska firma Rockwell-Standard Corp. w 1964 roku rozpoczęła produkcję samolotu dwusilnikowego AC 1121 Jet Commandera o metalowej konstrukcji. Był on przeznaczony głównie na rynek cywilny. W 1967 roku rozpoczęto prace nad zmodyfikowaną wersją AC 1121 nazwaną AC 1121A. W tym samym czasie Rockwell-Standard Corp. połączyła się z North American Aviation, tworząc North American Rockwell. Wymusiło to zmiany w linii produkcyjnej nowego przedsiębiorstwa. North American Aviation produkowała już samolot Sabreliner. Była to konstrukcja podobna do Jet Commandera. Amerykański rząd uznał, że fuzja obu przedsiębiorstw doprowadzi do zmonopolizowania rynku przez obie konstrukcje. Co więcej, US Air Force zamówiły u North American Aviation Sabrelinery w wersji szkolno-treningowej i przedstawiciele sił powietrznych obawiali się, że Sabrelinery zostaną zastąpione przez nowe Jet Commandery. Ze względu na możliwość złamania prawa antymonopolowego North American Rockwell sprzedała prawa do produkcji Jet Commandera do IAI w 1968 roku . Należy dodać, że już w 1967 roku gazeta „Ha-Cofe” informowała, że IAI rozpocznie produkcję dwóch nowych samolotów, jednego transportowego Arawa i drugiego, odrzutowego – Jet Commander. Ówczesny dyrektor IAI Al Schwimmer wiązał szczególne nadzieje z tym drugim samolotem. Oceniano, że Izrael będzie mógł go sprzedawać za granicę po cenie 650 000–700 000 dolarów za sztukę. Ponadto produkcja obu konstrukcji miała dać pracę tysiącu nowych pracowników. Co więcej, IAI zobowiązała się dokończyć rozpoczętą w Stanach Zjednoczonych produkcję Jet Commanderów w różnych wersjach: 1121, 1121A i 1121B. Łącznie w Stanach Zjednoczonych i w Izraelu wyprodukowano 150 sztuk tego samolotu.
Jeszcze przed rozpoczęciem produkcji, w 1968 roku, IAI pozyskało Jet Commandera w wersji 1121. W Izraelu funkcjonował pod desygnatem 1122, a od 1969 roku już jako IAI 1123 służył do prac badawczych i lotów testowych.

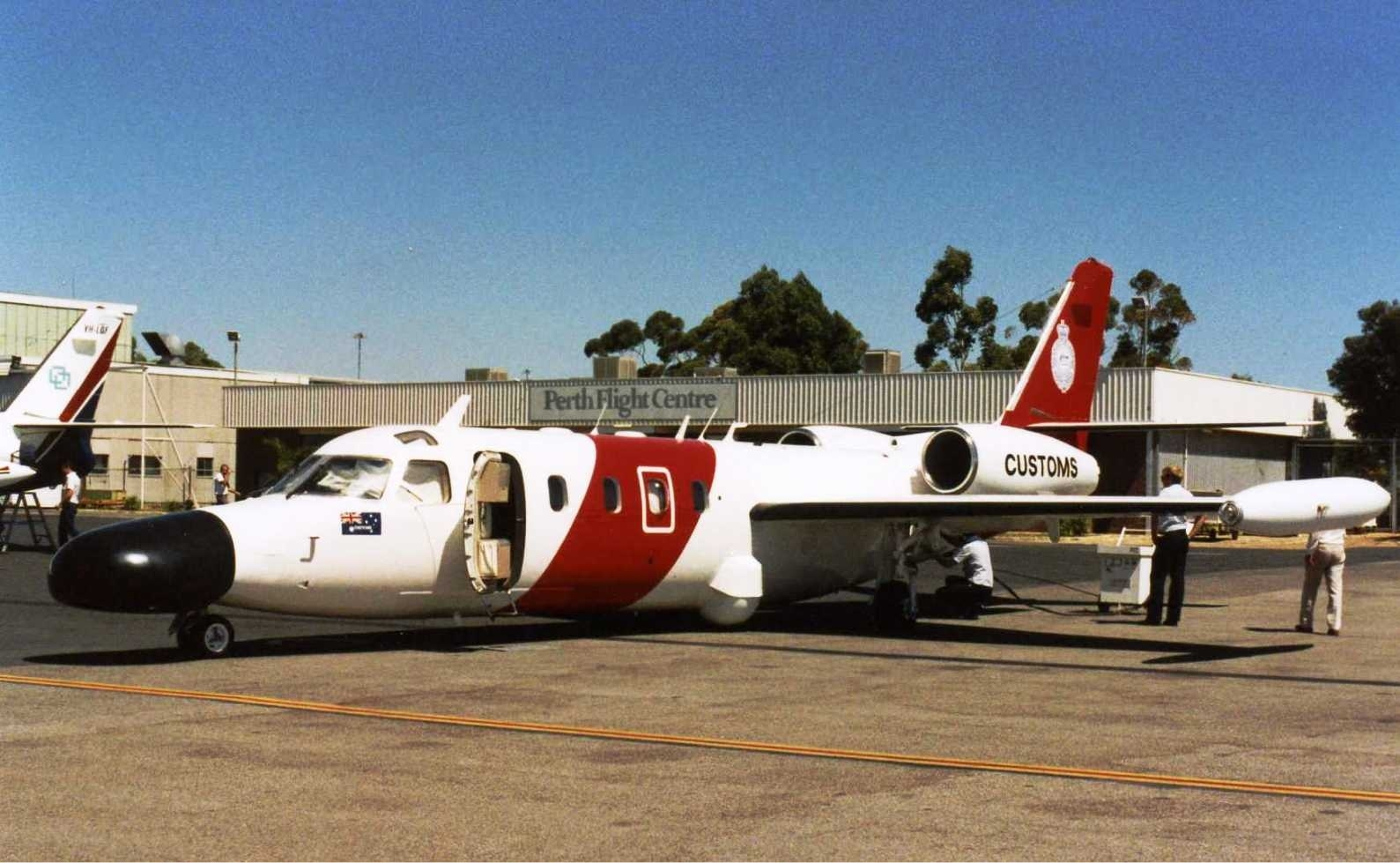
IAI 1123 Westwind w służbie Australian Customs Service

28 września 1970 roku dokonano oblotu prototypu pierwszej izraelskiej konstrukcji (IAI 1123 Westwind). Jej kadłub został wydłużony o 51 cm, zastosowano mocniejsze silniki turboodrzutowe przedsiębiorstwa General Electric, a także dodano zbiorniki paliwa na końcach skrzydeł (ang. tip tanks). Poza dwoma osobami załogi IAI 1123 mógł pomieścić 10 pasażerów. W samolocie zamontowano dodatkową jednostkę zasilającą Microturbo Saphir III . Do końca 1971 roku maszyna otrzymała certyfikację Federal Aviation Administration i Raszut ha-Teufa ha-Ezrachit (hebr. רשות התעופה האזרחית, dosł. Urząd Lotnictwa Cywilnego, ang. Civil Aviation Authority of Israel, CAAI). Samolotów w wersji IAI 1123 wyprodukowano w liczbie 36 sztuk. Były one sprzedawane do Kanady, Stanów Zjednoczonych i RFN. Atlantic Aviation Corporation of Wilmington miała wyłączne prawo do dystrybucji tych samolotów w Kanadzie i Stanach Zjednoczonych.
21 lipca 1975 roku odbył się lot testowy nowej wersji samolotu pod nazwą IAI 1124 Westwind. Prace nad nią rozpoczęły się w 1974 roku. Od poprzedniej wersji tę odróżniał nowy silnik turboodrzutowy Garrett TFE731-3-1G. IAI 1124 otrzymał izraelską certyfikację w 1976 roku. Na polecenie US Coast Guard IAI przygotowała wersję samolotu przeznaczoną do zwiadu morskiego. Ostatecznie Amerykanie wybrali francuski samolot Dassault Falcon 20 . Konstrukcją zainteresowały się jednak Siły Powietrzne Izraela, które potrzebowały samolotu do patrolowania wybrzeży Izraela, zwiadu morskiego i misji poszukiwawczo-ratunkowych. W 1976 roku ogłoszono rozpoczęcie prac nad taką wersją. Trzy prototypy dla Sił Powietrznych Izraela oznaczano jako IAI 1123N. Ostatecznie do służby wprowadzono je pod koniec 1978 roku jako IAI 1124N Sea Scan/Szachaf. Konstrukcja ta charakteryzowała się zamontowanymi systemami radarów, nawigacji, które umożliwiały prowadzenie zwiadu morskiego, przeprowadzanie operacji antyterrorystycznych, a także zwalczanie jednostek nawodnych oraz podwodnych. Dzięki specjalnym pylonom Sea Scan mógł być uzbrojony w torpedy lub pociski Gabriel 3.

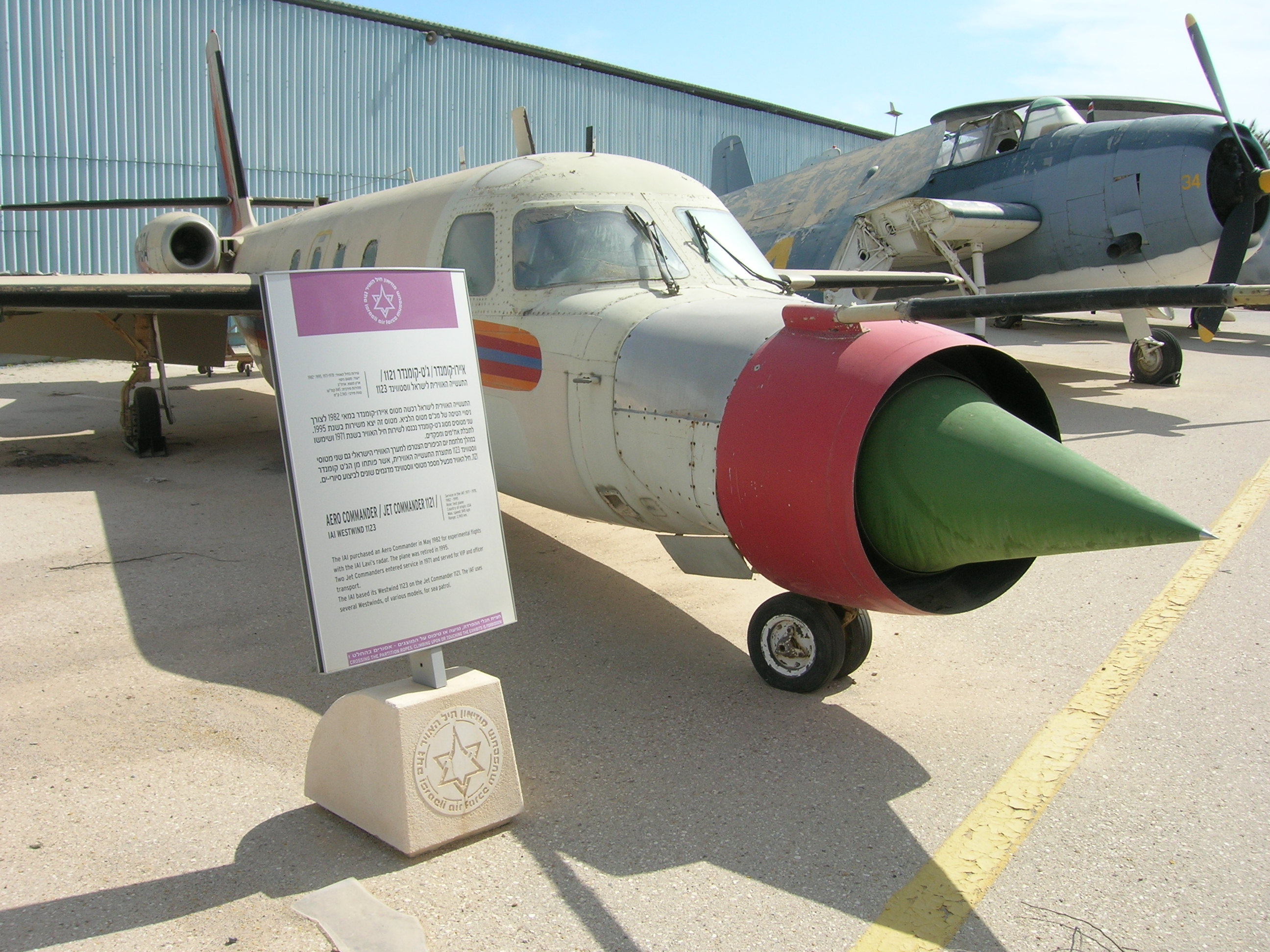
Jet Commander z dziobem samolotu MiG-21

W 1978 roku IAI wprowadził również nową, cywilną wersję samolotu Westwind. Umożliwiono w niej montaż dodatkowych zbiorników na paliwo oraz dodano kolorowy radar pogodowy. Wersją tą zainteresowana była Bundeswehra, która zamówiła za pośrednictwem Rhein-Flugzeugbau cztery samoloty do przeprowadzania szkoleń z naprowadzania i śledzenia celów.
W 1979 roku ogłoszono, że do produkcji zostanie wprowadzona kolejna, ulepszona wersja samolotu Westwind. Prototyp o numerze 4X-CMK został oblatany 24 kwietnia 1979 roku. Samolot uzyskał izraelską certyfikację 11 grudnia 1979 roku, a amerykańską 17 kwietnia 1980 roku. Od tego czasu wersja IAI 1124 zaczęła być oznaczana jako Westwind 1, a IAI 1124A jako Westwind 2. W nowej wersji samolotu powiększono zbiorniki na paliwo, dodano winglety na bakach na końcu skrzydeł oraz poddano modyfikacjom wnętrze przedziału pasażerskiego .
W 1982 roku IAI odkupiła od the Missouri Bank samolot Jet Commander oznaczany jako IAI 1121. Egzemplarz ten był wykorzystywany przez zakłady Elta Systems do testów. Do konstrukcji zamontowano między innymi dziób samolotu Lawi, a także dziób samolotu MiG-21, oba z używanymi w tych konstrukcjach radarami. Samolot został wycofany z użytku w 1996 roku, a w 1998 roku przekazany do muzeum.
W 1987 roku zakończono produkcję samolotów Westwind. Łącznie miano ich wyprodukować 292 sztuki. Produkcja Westwindów została zastąpiona nową konstrukcją IAI Astra, znaną później jako Gulfstream G100 .
W 2017 roku podjęto decyzję o tym, że IAI 1124N Sea Scan zostanie zastąpiony przez bezzałogowe statki latające Heron 1. Tym samym dowództwo Sił Powietrznych Izraela zadecydowało o wycofaniu samolotów ze służby . Samoloty te wykorzystywane były przez Siły Powietrzne Izraela oraz Korpus Morski Izraela do patrolowania wód terytorialnych i wybrzeży Izraela, lokalizowania jednostek pływających identyfikowanych z organizacjami palestyńskimi, akcji ratunkowych, udaremnianiu przemytu oraz lokalizowania jednostek dokonujących zanieczyszczania wód . Sea Scan brał udział m.in. w operacji „Tewat No’ach” i incydencie z Flotyllą Wolności .

## Wersje konstrukcji
- IAI 1121 Jet Commander o numerze 4X-COA

Testowy egzemplarz samolotu izraelskich zakładów Elta Systems. Wykorzystywano go do prób różnych systemów, np. radaru użytego w dziobie samolotu Lawi, czy radaru montowanego w dziobie samolotu MiG-21.
- IAI 1123 Westwind

Modyfikacja samolotu Jet Commander firmy Rockwell-Standard Corp. W porównaniu do samolotu Jet Commander, wersja ta miała dłuższy kadłub o 51 cm, mocniejsze silniki General Electric CJ610-9, elektrycznie sterowane krawędzie natarcia i zbiorniki paliwa na końcach skrzydeł .
- IAI 1124 Westwind

Wstępnie produkowana wersja IAI 1124. Napędzana była przez dwa silniki Garrett TFE731-3-1G.
- IAI 1124 Westwind 1

Podobnie jak w IAI 1124 wersja ta napędzana była dwoma silnikami Garrett TFE731-3-1G, zlikwidowano dodatkową jednostkę zasilania Microturbo Saphir III oraz poddano modyfikacjom ster . Konstrukcja tej wersji umożliwiła montaż dodatkowego zbiornika paliwa w przednim przedziale bagażowym. Zmodyfikowano systemy kontroli i elektronikę. IAI 1124 został wyposażony w kolorowy radar pogodowy RCA Primus 400.
- IAI 1124N Sea Scan/Szachaf

Wersja ta ma powiększony dziób samolotu, w którym umieszczono radar Litton AN/APS-504, uwypuklone okna obserwacyjne oraz obniżone pylony, system nawigacji Global GNS-500A VLF/Omega, detektor anomalii magnetycznych i przyrządy noktowizyjne. Dzięki temu samoloty mogły służyć do przeprowadzania zwiadu morskiego, SIGINT, misji poszukiwawczych oraz do zwalczania okrętów podwodnych i jednostek nawodnych. Pylony umożliwiały uzbrojenie samolotu w torpedy lub pociski Gabriel 3.
- IAI 1124A Westwind 2

Zmodyfikowana wersja IAI 1124, w której do zbiorników na końcach skrzydeł dodano winglety. Powiększono pojemność każdego z głównych zbiorników paliwa do 2089 l, pojemność każdego zbiornika na końcach skrzydeł do 428 l, pojemność dodatkowego zbiornika do 379 l. Modyfikacjom poddano również wnętrze przedziału dla pasażerów .

## Dane techniczne
| Dane/Typ                        | IAI 1123 Westwind                                 | IAI 1124N Sea Scan/Szachaf                   | IAI 1124A Westwind 2                         |
| ------------------------------- | ------------------------------------------------- | -------------------------------------------- | -------------------------------------------- |
| Długość całkowita               | 15,3 m                                            | 16,8 m                                       | 15,3 m                                       |
| Wysokość                        | 4,8 m                                             | 4,8 m                                        | 4,8 m                                        |
| Rozpiętość                      | 13,6 m                                            | 13,6 m                                       | 13,6 m                                       |
| Masa własna                     | 4250 kg                                           | 4667 kg                                      | 6010 kg                                      |
| Masa startowa                   | 9398 kg                                           | 10 365 kg                                    | 10 660 kg                                    |
| Pułap                           | 13 715 m                                          | 13 716 m                                     | 13 725 m                                     |
| Zasięg (z maks. załadunkiem)    | 2575 km                                           | 3218 km                                      | b.d.                                         |
| Zasięg (z maks. ilością paliwa) | 3410 km                                           | b.d.                                         | b.d.                                         |
| Silnik                          | 2× turboodrzutowy silnik General Electric CJ610-9 | 2× turboodrzutowy silnik Garrett TFE731-3-1G | 2× turboodrzutowy silnik Garrett TFE731-3-1G |
| Przystosowanie do transportu    | 10 pasażerów i 181 kg ładunku                     | b.d.                                         | 7–10 pasażerów                               |
| Rzuty                           |                                                   |                                              |                                              |

## Użytkownicy
Australia
- Australian Customs Service[12] ,

- Royal Australian Navy[21],

- Australian Defence Force[22],

- Pearl Aviation Pty Ltd[12] .

 Chile
- Armada de Chile[18].

 Ekwador
- Ekwadorskie Siły Powietrzne[18].

 Izrael
- Siły Powietrzne Izraela[18].

 Kanada
- Kanadyjska Królewska Policja Konna[5] ,

- Discovery Air Defence Services[23].

 Kolumbia
16 maja 1980 roku firma Helicol otrzymała jako pierwsza prototyp IAI 1124 Westwind 2.
 Meksyk
- Fuerza Aérea Mexicana[18].

 Panama
- Panamskie Siły Powietrzne[18].

 Republika Federalna Niemiec
Firma Rhein-Flugzeugbau zamówiła cztery samoloty do przeprowadzania szkoleń z naprowadzania i śledzenia celów dla Bundeswehry .
 Stany Zjednoczone
 Uganda
- Ugandyjskie Siły Powietrzne[18].